# Snegúrotxka (Rimski-Kórsakov)
La donzella de neu (en rus Снегурочка, transliterat Snegúrotxka) és una òpera amb pròleg i quatre actes de Nikolai Rimski-Kórsakov, composta entre 1880 i 1881, amb llibret en rus del mateix compositor basat en l'obra homònima d'Aleksandr Ostrovski (per la qual Txaikovski havia escrit música incidental el 1873). Es va estrenar al Teatre Mariïnski de Sant Petersburg el 29 de gener de 1882 sota la direcció d'Eduard Nápravník. El 1898 fou revisada a l'edició coneguda actualment, i el compositor va expressar diverses les preferències per aquest treball.
És la tercera òpera de les quinze que va compondre Rimski-Kórsakov, la més popular en vida del compositor i que s'ha mantingut com un element bàsic del repertori operístic a Rússia fins al dia d'avui.
La història tracta de l'oposició de forces eternes de la naturalesa i implica les interaccions de caràcters mitològics (gebrada, primavera, esperits del bosc) amb personatges reals (Kupava, Mizguir), i aquells que estan al mig, meitat mítics i meitat reals (la donzella de neu, Lel, Berendei). El compositor va voler distingir musicalment cada grup de caràcters amb els seus propis leitmotiv associats. A més a més d'aquestes distincions, Rimski-Kórsakov va caracteritzar especialment als ciutadans amb melodies folklòriques.